# Karl Lämmermann

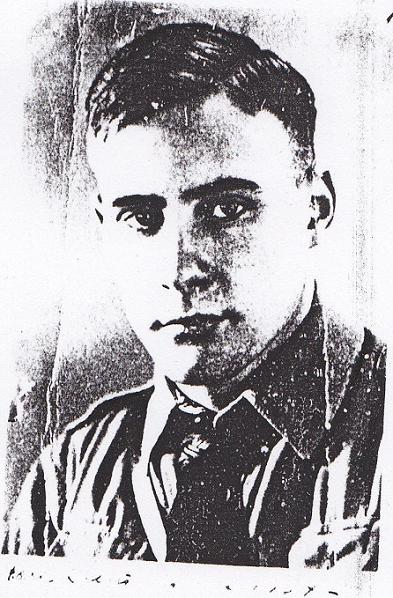
Friedrich Karl Lämmermann (um 1932)

Friedrich Karl Lämmermann (* 20. März 1914 in Buenos Aires; † 1. Juli 1934 in Plauen) war ein deutscher Hitlerjugend-Führer. Er war einer der Getöteten des sogenannten Röhm-Putsches.

## Leben
Lämmermann wuchs bei seiner Mutter, Gerda Lämmermann, im sächsischen Plauen auf. Der Vater war im Ersten Weltkrieg ums Leben gekommen. In den 1920er Jahren engagierte Lämmermann sich in der zur Bündischen Jugend gehörenden Sächsischen Freischar. Von dieser wechselte er um 1930 zur Hitlerjugend. In dieser übernahm er die Führung des HJ-Bannes 133 in Plauen. In der sächsischen HJ geriet er als Vertreter der bündischen Jugend 1933 in Gegensatz zu dem lokalen HJ-Oberbannführer Hannes Melchior. Lämmermann beschuldigte Melchior der Veruntreuung von Geldmitteln der HJ und der Durchführung von Intrigen gegen einen Vorgesetzten, dessen Stellung Lämmermann für sich selbst anstrebte.
Melchior, der Lämmermanns Verhalten als Verrat und als Bedrohung für seine Position ansah, versuchte daraufhin diesen zu marginalisieren, indem er ihm vorwarf, er habe die Absicht, die HJ mit anderen ehemaligen Bündischen unterwandern und das Gedankengut der nationalsozialistischen Jugendorganisation zu verfälschen. Im September 1933 erklärten verschiedene Unterführer Lämmermanns den Rücktritt von ihren Posten, was Melchior als eine von Lämmermann angezettelte Meuterei zur Erschütterung seiner Stellung auffasste.
Im ersten Halbjahr 1934 intensivierten sich die Spannungen zwischen Lämmermann und Melchior weiter. Melchior nutzte seine Stellung als V-Mann beim Sicherheitsdienst des Reichsführers SS, um diesem negative Meldungen über Lämmermann zu erstatten und ihn weiter zu kompromittieren.
Am 30. Juni 1934 ging im Zuge der Röhm-Affäre bei der SS in Plauen der Befehl ein, Lämmermann als Beteiligten am angeblichen Hochverrat des SA-Stabschefs Ernst Röhm zu erschießen. Lämmermann wurde daraufhin von der Plauener Polizei vorgeladen und in den Morgenstunden des 1. Juli von Angehörigen der SS erschossen.
Die späteren Untersuchungen durch das Parteigericht der NSDAP verliefen uneindeutig: Es ließ sich nicht klären, ob der SD aus eigener Initiative die Erschießung Lämmermanns anordnete, oder ob Melchior am 30. Juni gezielt darauf hinarbeitete, Lämmermann exekutieren zu lassen, um die günstige Gelegenheit des Tages zur Bereinigung seiner Privatfehde zu nutzen. Welche Rolle der sächsische Gauleiter Martin Mutschmann, ein ehemaliger Plauener und Freund Melchiors, bei der Ermordung Lämmermanns spielte, ist ungeklärt. Er wurde jedenfalls von seiner Schwester, deren Tochter mit Lämmermann befreundet war, beschuldigt, seine Finger mit im Spiel gehabt zu haben.
Die Polizei vertuschte die Tat zunächst und die Landesjustizbehörden unterbanden eine genauere Untersuchung. Zudem wurde das Gerücht in die Welt gesetzt, Lämmermann habe früher Kurierdienste für Röhm geleistet und von diesem ein Motorrad geschenkt bekommen.
Nach wenigen Wochen wurde der Fall jedoch aufgrund der allgemeinen Unruhe in der Bevölkerung Plauens neu aufgerollt: Melchior und seine beiden Unterführer Schmidt und Süß wurden verhaftet und bis zum Dezember 1934 im KZ Lichtenburg festgehalten. Ein Parteigerichtsverfahren im Jahr 1935 entlastete sie jedoch weitgehend und kam zu dem Schluss, dass sie bei ihrem Vorgehen gegenüber Lämmermann nicht seine Tötung beabsichtigt hätten. Ein vorübergehend vollzogener Parteiausschluss wurde zurückgenommen.
Lämmermanns Mutter gelang es, eine weitgehende Rehabilitierung des Toten zu erreichen. An seinem Begräbnis nahmen ein Ehrenzug der HJ sowie örtliche NSDAP-Funktionäre teil und es wurden zahlreiche Kränze von Parteistellen niedergelegt, darunter einer von Hitler. Außerdem durfte eine Todesanzeige mit dem Wortlaut „Er starb schuldlos und aufrecht“ für ihn in die örtliche Zeitung gesetzt werden.
Verschiedene Versuche von Lämmermanns Mutter und einem engen Freund in den Jahren 1935 bis 1938, Melchior, Süß und Schmidt für die Ermordung Lämmermanns in strengerer Weise als geschehen zur Rechenschaft zu ziehen, wurden von den entsprechenden Partei- und Staatsstellen abgelehnt, um erneutes Aufsehen in der Sache zu vermeiden.
Eine Neuverhandlung des Mordfalls Lämmermann vor dem Landgericht Kiel in den 1960er Jahren endete ergebnislos.

## Überlieferung
Das Bundesarchiv Berlin verwahrt Unterlagen des Obersten Parteigerichts der NSDAP zum Fall Lämmermann (BDC: OPG Lämmermann).
Im Staatsarchiv München befindet sich eine Akte mit Abschriften aus dem Verfahren, das die Staatsanwaltschaft Plauen in Sachen Lämmermann durchführte (STAW 28791/33).

## TV-Dokumentationen
- Ernst-Michael Brandt: Mordsache Lämmermann, MDR, 2002.

| Personendaten    | Personendaten                                   |
| ---------------- | ----------------------------------------------- |
| NAME             | Lämmermann, Karl                                |
| ALTERNATIVNAMEN  | Lämmermann, Friedrich Karl (vollständiger Name) |
| KURZBESCHREIBUNG | deutscher HJ-Führer                             |
| GEBURTSDATUM     | 20. März 1914                                   |
| GEBURTSORT       | Buenos Aires                                    |
| STERBEDATUM      | 1. Juli 1934                                    |
| STERBEORT        | Plauen                                          |